# Parlamento de Bután
El Parlamento de Bután (en dzongkha: རྒྱལ་ཡོངས་ཚོགས་ཁང, gyelyong tshokhang) es el órgano que ejerce el poder legislativo del Reino de Bután. Se compone del Druk Gyalpo junto con una asamblea bicameral, constituida por el Consejo Nacional y la Asamblea Nacional, como la cámara alta y baja respectivamente.

## Composición
El Consejo Nacional es la cámara alta del Parlamento, y está conformado por 25 miembros apartidistas, elegidos directamente en cada uno de los 20 dzongkhags (distritos); los 5 restantes son nombrados por el Rey en virtud de las leyes electorales. La cámara se reúne al menos dos veces al año; el cuerpo elige a un presidente y un vicepresidente.
La Asamblea Nacional es la cámara baja, que está conformada por 47 miembros elegidos por voto popular en las circunscripciones de cada dzongkhag (distrito), de acuerdo con las leyes electorales. Cada circunscripción está representada por un miembro de la Asamblea Nacional; cada uno de los 20 Dzongkhags debe estar representado por entre 2 y 7 miembros. Los distritos electorales se redistribuyen cada 10 años. La Asamblea Nacional se reúne al menos dos veces al año y elige a un Presidente y Vicepresidente de entre sus miembros. A diferencia del Consejo Nacional, los miembros de la cámara baja del Parlamento, pueden ser afiliados a partidos políticos.
La Constitución establece el procedimiento de formación del poder ejecutivo y sus ministerios, incluido el cargo de Primer Ministro, de acuerdo con los resultados electorales parlamentarios. El Rey reconoce al líder o candidato del partido que obtenga la mayoría de escaños en la Asamblea Nacional como Primer Ministro, que podrá ejercer hasta dos mandatos. Los demás ministros son nombrados entre los miembros de la Asamblea Nacional por el Rey con el asesoramiento del Primer Ministro.
El Rey cumple otras funciones parlamentarias revisando y aprobando proyectos de ley para promulgar la legislación butanesa y, cuando sea necesario, iniciando referendos nacionales en virtud de las leyes electorales.

## Poderes y deberes
El Consejo Nacional y la Asamblea Nacional operan bajo un marco de poderes y deberes sustantivos enumerados en la Constitución. Además, el marco procesal de cada órgano se codifica de forma independiente en la legislación promulgada posteriormente: la Ley del Consejo Nacional y la Ley de la Asamblea Nacional. Dichas leyes enmarcan el procedimiento operativo de las cámaras y la delegación de deberes a los comités parlamentarios.
Tanto el Consejo Nacional, como la Asamblea Nacional o el fiscal general pueden redactar proyectos de ley, que podrán ser aprobados, a excepción de los proyectos monetarios y financieros, los cuales competirán únicamente a la cámara baja del Parlamento. La legislación se presenta en una sesión conjunta de ambas cámaras; sin embargo, los proyectos de ley pueden ser aprobados por defecto sin votación cuando no se haya llevado a cabo antes del cierre de la presente sesión.
Cuando un proyecto de ley ha sido presentado y aprobado por una cámara, debe ser presentado ante la otra cámara dentro de los treinta días siguientes a la fecha de aprobación, y el proyecto de ley puede ser aprobado durante la próxima sesión del Parlamento. En el caso de proyectos de ley de presupuesto y asuntos urgentes, se debe aprobar en la misma sesión. En última instancia, los proyectos de ley están sujetos a veto y modificación por parte del Rey, sin embargo, el monarca debe aprobar los proyectos de ley que se vuelvan a presentar después de una sesión conjunta y una deliberación de ambas cámaras.
Asimismo, el Parlamento tiene la autoridad exclusiva para alterar las fronteras territoriales internacionales de Bután y las divisiones internas de los Dzongkhag y Gewog, con el consentimiento de al menos el 75% del número total de miembros (actualmente 54). El parlamento también supervisa las administraciones gubernamentales locales: Dzongkhag Tshogdus, Gewog Tshogdes y Thromdes.
La Asamblea Nacional puede, con el apoyo de al menos dos tercios de sus miembros, aprobar una moción de censura al Gobierno. Si la votación tiene éxito, el Rey destituirá al Gobierno.